# گل نردبان یعقوب (سرده)
گل نردبان یعقوب (نام علمی: Polemonium) نام یک سرده از تیره گل‌آتشیان است.